# Список античных рельефов
Список античных рельефов включает наиболее известные рельефы в древнегреческом и римском искусстве (кроме саркофагов, см. Знаменитые саркофаги древности).

## Список
| # А Б В Г Д Е Ё Ж З И К Л М Н О П Р С Т У Ф Х Ц Ч Ш Щ Э Ю Я |

### Б
| Иллюстрация | Название        | Регион          | Дата              | Автор | Музей                          | Примечание                        |
| ----------- | --------------- | --------------- | ----------------- | ----- | ------------------------------ | --------------------------------- |
|             | Бостонский трон | Древний Рим (?) | I век до н.э. (?) |       | Музей изящных искусств, Бостон | Существуют сомнения в подлинности |

### Г
| Иллюстрация | Название                       | Регион      | Дата                | Автор | Музей                                       | Примечание                                             |
| ----------- | ------------------------------ | ----------- | ------------------- | ----- | ------------------------------------------- | ------------------------------------------------------ |
|             | Алтарь Гнея Домиция Агенобарба | Древний Рим | 115-100 гг. до н.э. |       | Разделен между: Лувр, Мюнхенская глиптотека |                                                        |
|             | Градива («Шагающая женщина»)   | Древний Рим |                     |       | Музей Кьяромонти, Ватикан                   | Копия утраченного греческого оригинала эпохи эллинизма |

### З
| Иллюстрация | Название                        | Регион                           | Дата                | Автор | Музей                          | Примечание                     |
| ----------- | ------------------------------- | -------------------------------- | ------------------- | ----- | ------------------------------ | ------------------------------ |
|             | Задумчивая Афина (en)           | Древняя Греция, высокая классика | ок. 460             |       | Музей Акрополя                 |                                |
|             | Метопы храма Зевса Олимпийского | Древняя Греция, высокая классика | 460-е годы до н. э. |       | Археологический музей, Олимпия | Изображены 12 подвигов Геракла |

### Л
| Иллюстрация | Название       | Регион                | Дата                | Автор | Музей                                       | Примечание                                                                                                |
| ----------- | -------------- | --------------------- | ------------------- | ----- | ------------------------------------------- | --- |
|             | Трон Людовизи  | Древняя Греция, Иония | 460-450 гг. до н.э. |       | Национальный музей Рима (Термы Диоклетиана) | Древнейшее изображение обнаженной женщины в греческом искусстве; однако существуют сомнения в подлинности |
|             | Львиные ворота | Микенская культура    | XIII век до н. э.   |       | Микены                                      | |

### М
| Иллюстрация | Название    | Регион      | Дата          | Автор | Музей                  | Примечание |
| ----------- | ----------- | ----------- | ------------- | ----- | ---------------------- | ---------- |
|             | Алтарь Мира | Древний Рим | 9 год до н.э. |       | Музей Алтаря Мира, Рим |            |

### Н
| Иллюстрация | Название                    | Регион                           | Дата                    | Автор         | Музей                 | Примечание                                 |
| ----------- | --------------------------- | -------------------------------- | ----------------------- | ------------- | --------------------- | ------------------------------------------ |
|             | Ника, завязывающая сандалию | Древняя Греция, высокая классика | Ок. 410/400 гг. до н.э. | Агоракрит (?) | Музей Акрополя, Афины | Рельеф балюстрады храма Афины Ники Аптерос |

### П
| Иллюстрация | Название                  | Регион                           | Дата                                                       | Автор     | Музей                                                     | Примечание                             |
| ----------- | ------------------------- | -------------------------------- | ---------------------------------------------------------- | --------- | --------------------------------------------------------- | -------------------------------------- |
|             | Ионический фриз Парфенона | Древняя Греция, высокая классика | между 443 и 438 гг. до н. э.                               | Фидий (?) | Британский музей, Афины и 6 других музеев                 |                                        |
|             | Метопы Парфенона          | Древняя Греция, высокая классика | между 447 или 446 г. до н.э. или 438 до н.э, до 442 до н.э |           | Британский музей (14 шт.), один в Лувре, осколки в Афинах |                                        |
|             | Пергамский алтарь         | Пергам, эллинизм                 | 1-я пол. II в. до н.э.                                     |           | Пергамский алтарь, Берлин                                 | Посвящен Гигантомахии и другим сюжетам |

### Т
| Иллюстрация | Название               | Регион | Дата | Автор | Музей | Примечание |
| ----------- | ---------------------- | ------ | ---- | ----- | ----- | ---------- |
|             | Рельефы колонны Траяна |        |      |       |       |            |

### Щ
| Иллюстрация | Название        | Регион                           | Дата | Автор         | Музей            | Примечание |
| ----------- | --------------- | -------------------------------- | ---- | ------------- | ---------------- | --- |
|             | Щит Стрэнгфорда | Древняя Греция, высокая классика |      | Фидий (копия) | Британский музей | Римская мраморная копия щита статуи Афины Парфенос из Парфенона, на которой изображены Фидий и Перикл. Один из древнейших автопортретов |